# 別列茲諾
别列兹诺，又译为别廖兹诺，是乌克兰西北部羅夫諾州羅夫諾區别列兹诺市镇内的城市及该市镇的行政中心，乌克兰行政区划改革前为別列茲諾區的行政中心。該市位於斯盧奇河畔，距離州府羅夫諾55公里，面積3.5平方公里，2022年人口数量为13,126人。